# San Rocco (Cairano)
San Rocco è una scultura in marmo policromato e dorato di Gasparo Cairano (altezza 148 cm), databile tra la fine del XV secolo e l'inizio del XVI secolo e conservata nella cappella iemale della collegiata dei Santi Nazaro e Celso a Brescia.

## Storia
Non sono note le origini della statua, ma è verosimile che sia stata commissionata dalla Scuola di San Rocco a cui faceva storicamente parte l'altare dedicato a questo santo all'interno della chiesa. Allo stesso modo, non è nota la destinazione riservata all'opera dalla fine del XVI secolo in poi, con la realizzazione del polittico di San Rocco di Antonio Gandino, tuttavia nella seconda metà del XVIII secolo, durante la ricostruzione integrale della chiesa e degli altari, essa viene riposizionata in una nicchia dietro il polittico, celata alla vista.
La scultura viene riscoperta per la prima volta solo nel 1986, durante i generali lavori di restauro della chiesa e pulitura delle opere conservate al suo interno, smontando il polittico e portando alla luce la nicchia e il suo contenuto. La statua viene quindi estratta, ripulita e collocata nella cappella iemale a sud della chiesa maggiore, accanto all'altare, dove ancora oggi si trova.

## Descrizione e stile
La statua è straordinariamente ricoperta da un rivestimento policromo che la rende in tutto e per tutto simile a una statua lignea decorata, il che rende bene l'idea sulle tradizioni dell'epoca in fatto di sculture devozionali. Inoltre, il retro dell'opera non è lavorato, segno che la collocazione originale doveva prevedere una visuale esclusivamente frontale, forse dentro una nicchia, il che aiuterebbe a capire come mai, al momento della ricostruzione settecentesca dell'altare, essa sia stata riproposta all'interno di una nicchia schermata dal polittico. Ai piedi del santo si trova il tradizionale cane che porge un pane, in legno e pertanto considerato un'aggiunta successiva, ma egualmente antica.
La scultura è stata pubblicata per la prima volta da Giovanni Agosti nel 1991 con l'attribuzione a un anonimo scultore lombardo di inizio XVI secolo. Sandro Guerrini, nel 1992, equivoca invece sulla natura della statua scambiandola per opera lignea e assegnandola al catalogo di Stefano Lamberti. Vito Zani, nel 2010, l'ha infine ricondotta con convinzione al catalogo di Gasparo Cairano, soprattutto per le evidenti analogie con le figure del ciclo di Apostoli eseguite per la prima cupola della chiesa di Santa Maria dei Miracoli nel 1489, alcuni anni prima del periodo a cui questo San Rocco dovrebbe essere datato. Si tratta, inoltre, di uno dei migliori esempi della statuaria a piena figura di questo autore, e di fatto l'unica opera a figura intera di grandi dimensioni del suo catalogo conosciuto.